# Шорн, Людвиг фон
Иоганн Карл Людвиг фон Шорн (нем. Ludwig von Schorn; 10 июня 1793, Кастелль, Бавария — 17 февраля 1842, Веймар) — немецкий литератор, критик и историк искусства.

## Биография
Людвиг Шорн родился в семье чиновника. С 1811 по 1814 год изучал протестантскую теологию в «Университете имени Фридриха — Александра в Эрлангене и Нюрнберге»; с 1810 года был членом студенческого братства: Корпуса Онольдии (Corps Onoldia), но позднее посвятил себя всецело живописи, истории искусств и археологии. После учёбы он переехал в Мюнхен.
Вдохновлённый кругом учёных антиковеда и филолога Фридриха Вильгельма Тирша, Шорн обратился к истории классического искусства. Коллекционер и историк искусства Сюльпис Буассере узнал о нём, когда в 1818 году Шорн опубликовал свою первую работу «Об изучении греческих художников» (Über die Studien der griechischen Künstler).
В 1819 году Буассере вступил в контакт с крупным штутгартским издателем Иоганном Фридрихом Коттом, который в 1820 году доверил Шорну редактирование альманаха «Kunstblatt», приложения к «Morgenblatt» для образованных людей Штутгарта. После перевода в 1833 году в Веймар периодическое издание превратилось в ведущий художественный журнал Германии. Шорну удалось привлечь к участию в журнале известных ценителей искусства и археологов, в том числе Карла Фридриха фон Румора, Карла Отфрида Мюллера, Иоганна Давида Пассавана, Иоганна Готтлоба фон Квандта, Франца Куглера, Густава Фридриха Швертена и Карла Шназе.
В 1822—1823 годах Шорн совершил поездку в Италию и Францию. В 1826 году получил должность профессора Академии изобразительных искусств в Мюнхене и кафедру мифологии и истории искусства в Университете Людвига-Максимилиана в Мюнхене. В том же году Королевская академия наук и искусств Нидерландов (тогда Королевский институт наук, литературы и изящных искусств) приняла его членом-корреспондентом.
В 1830 году Людвиг Шорн стал экстраординарным членом Баварской академии наук. Враждебность со стороны окружения Петера фон Корнелиуса побудила Шорна последовать в 1833 году приглашению Карла Фридриха, великого герцога Саксен-Веймар-Айзенахского, стать новым директором Веймарской герцогской бесплатной рисовальной школы, а также сменить Мейера на посту директора художественных учреждений (Direktor der Kunstanstalten). Вместе с Карлом Фридрихом Шинкелем он разрабатывал проект мемориальных залов веймарских поэтов в Веймарском городском дворце.
В 1830 году вышло в свет составленное Шорном «Описание мюнхенской глиптотеки», а два года спустя началось издание его перевода на немецкий язык «Жизнеописаний» Джорджо Вазари, особо ценное по сопровождающим его текст примечаниям и комментариям. Этот труд был окончен уже после смерти Шорна Эрнстом Иоахимом Фёрстером (6 томов, Штутгарт, 1832—1849).
Людвиг Шорн был возведён в личное дворянство в 1838 году и был награжден Oрденом Вюртембергской короны. В следующем году Шорн получил чин тайного советника и стал кавалером Ордена Белого Сокола.
В 1826 году Людвиг фон Шорн женился на Йоханне Фойгт, дочери математика Иоганна Генриха Фойгта, но она скончалась в 1833 году. В 1839 году он женился на поэтессе Генриетте Вильгельмине Огюст Фрейн фон Штайн, фрейлине великой герцогини Марии. В начале 1841 года у них родилась дочь, будущая писательница Адельхайда фон Шорн. Людвиг фон Шорн умер в следующем году от осложнений, связанных с подагрой.
Главные из сочинений, написанных им в Веймаре: «Очерк теории образных искусств» (Штутгарт, 1835) и «Рассуждение о древненемецкой скульптуре» (Эрфурт, 1839).